# Бернхардт, Кевин
Кевин Бернхардт (англ. Kevin Bernhardt; род. 2 апреля 1961, Дейтона-Бич, Флорида, США) — американский киноактёр, впоследствии успешный сценарист и продюсер.

## Биография
Родился 2 апреля 1961 года в городе Дейтона-Бич в штате Флорида, где был аварийным инспектором-офицером ВМС США Рэдом Бернхардтом и его женой Беверли. В 1983 году получил степени бакалавра по экономике и по драматургии в Бингемтонском университете, а в январе 1984 года переехал в Лос-Анджелес.
В 1992 году получил одну из самых известных ролей в своей карьере Джея-Пи Монро в фильме ужасов «Восставший из ада 3: Ад на земле».

## Актёрские работы
| Год       |   | Русское название                 | Оригинальное название         | Роль                      |
| --------- | - | -------------------------------- | ----------------------------- | ------------------------- |
| 1983—1993 | с | Главный госпиталь                | General Hospital              | Кевин О’Коннор            |
| 1989      | с | Династия                         | Dynasty                       | священник Таннер Макбрайд |
| 1989      | ф | Воин полуночи                    | Midnight Warrior              | Ник Бранка                |
| 1992      | ф | Восставший из ада 3: Ад на земле | Hellraiser III: Hell on Earth | Джей-Пи Монро             |
| 1993      | ф | Школа красоты                    | Beauty School                 | Кольт                     |
| 1995      | ф | Бессмертные                      | The Immortals                 | Билли Нокс                |
| 1997      | ф | Крыша мира                       | Top of the World              | Дин                       |
| 2022      | ф | Средневековье                    | Jan Žižka                     | капитан Мартин            |

## Сценарист и продюсер
| Год  | Русское название        | Оригинальное название   | Примечание                                      |
| ---- | ----------------------- | ----------------------- | ----------------------------------------------- |
| 1995 | Бессмертные             | The Immortals           | автор сценария                                  |
| 1996 | Блуждающая пуля         | Hollow Point            | сценарист / консультант                         |
| 1997 | Миротворец              | The Peacekeeper         | сценарист (в титрах не указан)                  |
| 1998 | Чистильщик              | Sweepers                | оригинальный сценарий / технический консультант |
| 2000 | Искусство войны         | The Art of War          | сопродюсер / переписка сценария                 |
| 2001 | 3000 миль до Грейсленда | 3000 Miles to Graceland | автор идеи                                      |
| 2006 | Мирный воин             | Peaceful Warrior        | автор сценария                                  |
| 2008 | Рэмбо IV                | Rambo                   | редакция сценария (в титрах не указан)          |
| 2011 | Белый слон              | Elephant White          | сценарист                                       |
| 2017 | Шанхайский перевозчик   | S.M.A.R.T. Chase        | сценарист                                       |
| 2021 | Бестселлер              | Best Sellers            | исполнительный продюсер                         |
| 2022 | Средневековье           | Jan Žižka               | сценарист / консультант                         |